# Moçambo
Moçambo é um distrito do município  Muzambinho. O povoado se formou ao redor de uma estação ferroviária da Companhia Mogiana de Estradas de Ferro inaugurada em 01/04/1913. A estação foi fechada em 1966.
Em março de 2015  o até então bairro rural de Moçambo foi elevado pela câmara municipal  a distrito do município de Muzambinho.